# Diaphorus anatoli
Diaphorus anatoli är en tvåvingeart som beskrevs av Negrobov 1986. Diaphorus anatoli ingår i släktet Diaphorus och familjen styltflugor. Inga underarter finns listade i Catalogue of Life.